# سوني أسكيو
سوني أسكيو (بالإنجليزية: Sonny Askew) هو لاعب كرة قدم ومدرب كرة قدم أمريكي، ولد في 17 أبريل 1957 في بالتيمور في الولايات المتحدة. شارك مع منتخب الولايات المتحدة لكرة القدم. أما مع النوادي، فقد لعب مع تيم أمريكا ‏.